# Sujo
Sujo és una pel·lícula dramàtica criminal coming-of-age del 2024 escrita i dirigida per Astrid Rondero i Fernanda Valadez protagonitzada per Juan Jesús Varela. Es va estrenar a la Festival de Cinema de Sundance de 2024 on va guanyar el Gran Premi del Jurat Dramàtic de Cinema Mundial. És una coproducció entre Mèxic, els Estats Units i França.

## Premissa
La pel·lícula segueix un nen, Sujo, després que el seu pare, membre d'un càrtel mexicà, sigui assassinat, i les lluites de créixer sense pare i desvincular-se del llegat amarat de sang que hereta.

## Argument
Josué, un sicari del càrtel, és assassinat, deixant enrere el seu fill de 4 anys, Sujo. Les ties d'en Sujo, la Nemesia i la Rosalía, el porten a criar-lo en una remota barraca de muntanya. En Sujo passa la seva infantesa aïllat, només amb les seves ties i els fills de Rosalía, Jai i Jeremy.
A mesura que els nois creixen, Sujo i els seus companys es rebel·len i s'involucren amb la violència de les drogues que els envolta. Durant una guerra territorial, Jeremy és assassinat i la tia de Sujo, Nemesia, l'envia a viure a Ciutat de Mèxic.

## Alliberament
La pel·lícula va debutar al Festival de Cinema de Sundance de 2024 el 19 de gener de 2024. El seu festival també inclou projeccions al Festival Internacional de Cinema de Sant Sebastià 2024 (secció 'Horizontes Latinos') i al BFI London Film Festival 2024.
Damned Distribution va establir una data d'estrena al cinema el 21 d'agost de 2024 a França. The Forge va adquirir la distribució nord-americana i va establir una data d'estrena en cinemes el 29 de novembre de 2024 al Canadà i als Estats Units. Beam Films va adquirir pel·lícules de distribució al Regne Unit.

## Recepció
Al lloc web de l'agregador de ressenyes Rotten Tomatoes, el 97% de les crítiques de 29 ressenyes són positives, amb una valoració mitjana de 7,4/10. El consens del lloc web diu: "Una història constantment apassionant sobre coming-of-age, Sujo reafirma Astrid Rondero i Fernanda Valadez com dos dels talents en ascens més emocionants del cinema mexicà". Metacritic, que utilitza una mitjana ponderada, va assignar la pel·lícula. una puntuació de 80 sobre 100, basada en sis crítics, que indica crítiques "generalment favorables". En una ressenya de IndieWire , Carlos Aguilar va qualificar la pel·lícula amb una 'A', citant-la com a "intricada en significat i abast".
El setembre de 2024, l’ Academia Mexicana de Artes y Ciencias Cinematográficas va escollir la pel·lícula com a presentació de Mèxic per al Goya a la millor pel·lícula iberoamericana i per al Oscar a la millor pel·lícula de parla no anglesa.

### Premis i nominacions
| Premi                                             | Data de cerimònia      | Categoria                                        | Receptor(s) | Resultat  | Ref.         |
| ------------------------------------------------- | ---------------------- | ------------------------------------------------ | ----------- | --------- | ------------ |
| Festival de Cinema de Sundance                    | 26 de gener de 2024    | Gran Premi del Jurat de Cinema Mundial: Dramàtic | Sujo        | Guanyador | [ 9 ] [ 10 ] |
| Festival Internacional de Cinema de Sant Sebastià | 28 de setembre de 2024 | Horizontes Latinos                               | Sujo        | Nominat   | [ 11 ]       |
| Festival Internacional de Cinema de Sant Sebastià | 28 de setembre de 2024 | Premi de la Cooperació Espanyola                 | Sujo        | Guanyador | [ 12 ]       |